# Weiler (Wincrange)
Pour les articles homonymes, voir Weiler.
Weiler  est une localité de la commune luxembourgeoise de Wincrange située dans le canton de Clervaux.